# Светлоярский парк
Светлоярский парк — парк в Нижнем Новгороде, расположенный в Сормовском районе между улицами Светлоярской, Мокроусова и Гаугеля вокруг Светлоярского озера. Площадь парка более 9 га.

## История
Светлоярский парк был основан в 1971 году к 750-летию Нижнего Новгорода. Ранее здесь был карьер, где добывали материалы для силикатного производства. В 60-х в результате заполнения котлована грунтовыми водами на его месте и образовалось озеро, которое назвали в честь знаменитого озера Светлояр
В 2020 году проведено комплексное благоустройство парка «Светлоярский» ООО «Партнер» по заказу администрации Сормовского района города Нижнего Новгорода.

## Культура и отдых
На территории парка находятся:
- детские площадки,
- спортивные площадки
- пляжные зоны,
- велодорожка и памп-трек,
- скалодром